# Glory
Glory (conocida también como Tiempos de gloria o Gloria) es una película bélica y dramática estadounidense de 1989, dirigida por Edward Zwick y protagonizada por Matthew Broderick, Denzel Washington, Cary Elwes y Morgan Freeman.
Ambientada durante la guerra civil estadounidense, está basada en la historia verídica del 54.º Regimiento de Infantería de Voluntarios de Massachusetts formado por hombres voluntarios de raza negra. Hacia el final de la guerra 186.107 hombres afroamericanos se habían alistado en el ejército de la Unión. Unos 37.300 murieron durante el conflicto militar.

## Argumento
El 54.º de Massachusetts es un regimiento de voluntarios de raza negra, que ha sido organizado por la Unión durante la guerra de Secesión después de la batalla de Antietam. El capitán Robert Gould Shaw, herido en la batalla de Antietam, es nombrado responsable de ese regimiento y ascendido para ello a coronel. El regimiento no cuenta con la aprobación de la sociedad estadounidense ni con el apoyo del alto mando del ejército. A eso se le añaden los problemas entre la oficialidad blanca y la tropa de raza negra. 
Tras superar todas las trabas, por fin consiguen entrar con éxito en combate, aunque siempre en las peores condiciones. El coronel quiere cambiar eso y finalmente logra que el regimiento participe en un combate en absoluta primera fila. Su misión es tomar el inexpugnable Fuerte Wagner, aunque es consciente de que él y los suyos pueden morir en el intento de tomarlo.

## Reparto
| Actor             | Personaje                       |
| ----------------- | ------------------------------- |
| Matthew Broderick | Coronel Robert Gould Shaw       |
| Denzel Washington | Soldado Trip                    |
| Cary Elwes        | Mayor Cabot Forbes              |
| Morgan Freeman    | Sargento Mayor John Rawlins     |
| Andre Braugher    | Thomas Searles                  |
| John Finn         | Sargento Mayor Mulcahy          |
| Cliff DeYoung     | Coronel J. Montgomery           |
| Jihmi Kennedy     | Jupiter Sharts                  |
| Bob Gunton        | General Charles Garrison Harker |
| Christian Baskous | Edward L. Pierce                |
| Donovan Leitch    | Capitán Charles Fessenden Morse |
| JD Cullum         | Henry Sturgis Russell           |
| Alan North        | Gobernador John Albion Andrew   |
| Jay O. Sanders    | General George Strong           |

## Producción
La producción cinematográfica está basada en las cartas personales del coronel Robert G. Shaw, que, como se menciona correctamente en la película, era el responsable del regimiento. También se apoya en el libro Robert G. Shaw and His Brave Black Regiment de Peter Burchard. Durante el rodaje de la película participaron más de 2.000 extras y un considerable número de primeros actores.

## Recepción
La película se estrenó en Estados Unidos el 15 de diciembre de 1989 y en España el 6 de abril de 1990. La cinta tuvo poco éxito de taquilla, pero obtuvo en general buenas críticas.

## Premios y nominaciones
- 1989: 3 Óscars: Mejor actor secundario (Denzel Washington), fotografía y sonido. 5 nominaciones
- 1989: Círculo de Críticos de Nueva York: Nominada a Mejor actor secundario (Washington)
- 1989: Sindicato de Productores (PGA): Nominada a Mejor película
- 1989: Sindicato de Guionistas (WGA): Nominada a Mejor guion adaptado
- 1990: Premios BAFTA: Nominada a Mejor fotografía[5]